# Drnovice, Zlín
Drnovice là một làng thuộc huyện Zlín, vùng Zlínský, Cộng hòa Séc.